# Claude Balon
Claude Balon, o Ballon, (spesso confuso con Jean Balon) (Parigi, 1671 – Versailles, 9 maggio 1744), è stato un danzatore e coreografo francese, maestro di balletto e direttore dell'Académie royale de danse dal 1719.

## Biografia
Claude Balon, nato in una famiglia di danzatori parigini di cui fa parte anche il suo contemporaneo Jean Balon, fa il suo debutto all'Opéra nel 1690 in una replica della tragédie en musique Cadmus et Hermione di Jean-Baptiste Lully (creata nel 1673). Il suo talento e la sua bellezza lo portano ad essere uno dei danzatori più in voga dell'epoca. Nel 1699 si esibisce a Londra davanti al re Guglielmo III d'Inghilterra con grande apprezzamento del pubblico inglese, a cui presenta il nuovo stile della danza accademica francese.
Nel 1712 si licenzia dall'Opéra per entrare al servizio della Duchessa del Maine al Castello di Sceaux, dove riscuote un grande successo con la sua interpretazione di Apollon et les Muses nel 1714. A Sceaux, sempre nel 1714, danza con Françoise Prévost una pantomima tratta da Horace di Pierre Corneille, la cui interpretazione è talmente intensa che sia i due danzatori sia il pubblico sono commossi alle lacrime. La Duchessa del Maine lo nomina cavaliere dell'Ordine dell'Ape da Miele.
Nel 1715 è nominato insegnante di danza del giovanissimo Luigi XV. 
Nel 1719 è insignito del titolo di coreografo di corte, e nello stesso anno ottiene la carica (già di Pierre Beauchamp) di direttore della Académie royale de danse. 
Nel 1731 è nominato insegnante di danza degli infanti di Francia.
Tra i suoi allievi privati figurano Marie Sallé e suo fratello François. Balon è noto per aver ricevuto onorari altissimi per le sue esibizioni e il suo insegnamento, e per aver lasciato una cospicua fortuna agli eredi. I suoi quattro figli sono nati da sua moglie Marie Dufort.
Tra le sue coreografie si ricordano: La Silvie, del 1712; La Transilvanie, del 1715; La Gavotte du Roy à quatre e il duetto La Bourée Nouvelle, entrambe del 1716, create forse per il giovane Luigi XV; le entrées dell'opéra-ballet Les Élémens, del 1721.

## «Ballon» nel linguaggio della danza
L'espressione (FR)  «avoir du ballon», con cui ci si riferisce all'apparente leggerezza dei danzatori nei salti e nelle evoluzioni aeree, è spesso fatta risalire alla bravura di Jean o Claude Balon. Tuttavia essa pare derivare non tanto dal nome di questi danzatori, quanto piuttosto dall'accostamento con i palloni aerostatici, molto presenti nella fantasia del pubblico nel XIX secolo. All'epoca di Jean e Claude Balon infatti la tecnica di salti ed evoluzioni era ancora poco sviluppata.